# Yasmine Akram
Yasmine Akram (* 11. März 1982 in Schardscha, Emirat Schardscha, Vereinigte Arabische Emirate) ist eine irische Schauspielerin, Theaterautorin und Komikerin. Bekannt wurde sie für die Rolle der Janine Hawkins in der BBC-Fernsehserie Sherlock.

## Leben
Yasmine Akram wurde 1982 in Schardscha in den Vereinigten Arabischen Emiraten als Tochter eines Pakistaners und einer Irin geboren. Ihre Familie wanderte nach Irland aus und zog nach Drogheda, die Heimatstadt ihrer Mutter im Nordosten des Landes, als Yasmine Akram 18 Monate alt war. Sie hat eine Schwester namens Masooma. Im Alter von 14 Jahren hatte Akram bereits erste Theaterrollen.
Yasmine Akram studierte Schauspiel an der Royal Academy of Dramatic Art in London. Nach ihrem Abschluss dort schrieb sie erste Comedysketche für die BBC und Channel 4 und leitete einige Shows im BBC Radio 1. Daraufhin schrieb sie ihr erstes Theaterstück, 10 Dates with Mad Mary, welches 2010 im Project Arts Centre in Dublin aufgeführt wurde. Weitere Stücke folgten. Mit der britischen Komikerin Louise Ford gründete sie das Comedyduo Ford and Akram, welches 2011 seine erste Liveshow auf dem Edinburgh Festival Fringe aufführte. In den folgenden Jahren spielte Akram vermehrt in Fernsehserien mit. So spielte sie unter anderem 2014 in der britischen Fernsehserie Sherlock in zwei Episoden der dritten Staffel mit und hatte auch eine Rolle im Ende 2015 erschienenen Weihnachtsspecial übernommen.
Akram wohnt seit 2014 in London.

## Filmografie (Auswahl)
- 2014: The Centre (Fernsehserie) als Amanda Menton
- 2014–2016: Sherlock (Fernsehserie) als Janine Hawkins
- 2014–2015: Stella (Fernsehserie)
- 2015: Undercover (Fernsehserie)
- 2016: Lovesick (Fernsehserie) als Jonesy; Staffel 2 Folge 7
- 2018: Humans (Fernsehserie)
- 2018: Women on the Verge (Fernsehserie)
- 2018–2019: The Reluctant Landlord (Fernsehserie)
- 2018–2023: There She Goes (Fernsehserie)
- 2019: Gold Digger (Fernsehserie)
- 2020: Avenue 5 (Fernsehserie)
- 2022–2024: Bad Sisters (Fernsehserie)